# Altozano-Conde Lumiares
Altozano-Conde Lumiares (también conocido simplemente como Altozano) es un barrio de la ciudad española de Alicante. Según el padrón municipal, cuenta en el año 2023 con una población de 10 815 habitantes (5610 mujeres y 5205 hombres).

## Localización
Altozano-Conde Lumiares limita al norte con el barrio de Lo Morant-San Nicolás de Bari; al este con los barrios de Sidi Ifni-Nou Alacant y Carolinas Altas; al sur con el barrio de Campoamor; y al oeste con el barrio de Los Ángeles. 
Asimismo, está delimitado exteriormente, desde el norte y en el sentido horario, por las avenidas y calles siguientes: José Reus García, Uruguay, Sacerdote Isidro Albert, Maestro Alonso, Devesa, Plaza América, Conde de Lumiares y Novelda.

## Antecedentes
La zona de este barrio perteneció a la antigua partida de Los Ángeles. Dada su mayor altitud respecto al centro urbano, a principios del siglo XX se convirtió en el destino elegido por algunas familias burguesas de la capital para sus vacaciones veraniegas. En sus inicios, el barrio acogió a industrias diversas, principalmente cerámicas. Sin embargo, a finales del siglo XX se transformó en una zona residencial completamente urbanizada, después de ocupar los últimos espacios junto al Hospital General.
La avenida Conde de Lumiares se abrió en el año 1928. Esta avenida está dedicada al arqueólogo alicantino Antonio Valcárcel Pío de Saboya y Moura, el VIII Conde de Lumiares.

## Población
Según el padrón municipal de habitantes de Alicante, la evolución de la población del barrio Altozano-Conde Lumiares en los últimos años, del 2010 al 2022, tiene los siguientes números:
|              | 2010  | 2011  | 2012  | 2013  | 2014  | 2015  | 2016  | 2017  | 2018  | 2019  | 2020  | 2021   | 2022  | 2023   |
| ------------ | ----- | ----- | ----- | ----- | ----- | ----- | ----- | ----- | ----- | ----- | ----- | ------ | ----- | ------ |
| Población    | 10947 | 10984 | 10899 | 10888 | 10921 | 10843 | 10758 | 10697 | 10781 | 10756 | 10818 | 10670  | 10607 | 10815  |
| (Diferencia) |       | (+37) | (-85) | (-11) | (+33) | (-78) | (-85) | (-61) | (+84) | (-25) | (+62) | (-148) | (-63) | (+208) |

## Fiestas

### Moros y cristianos

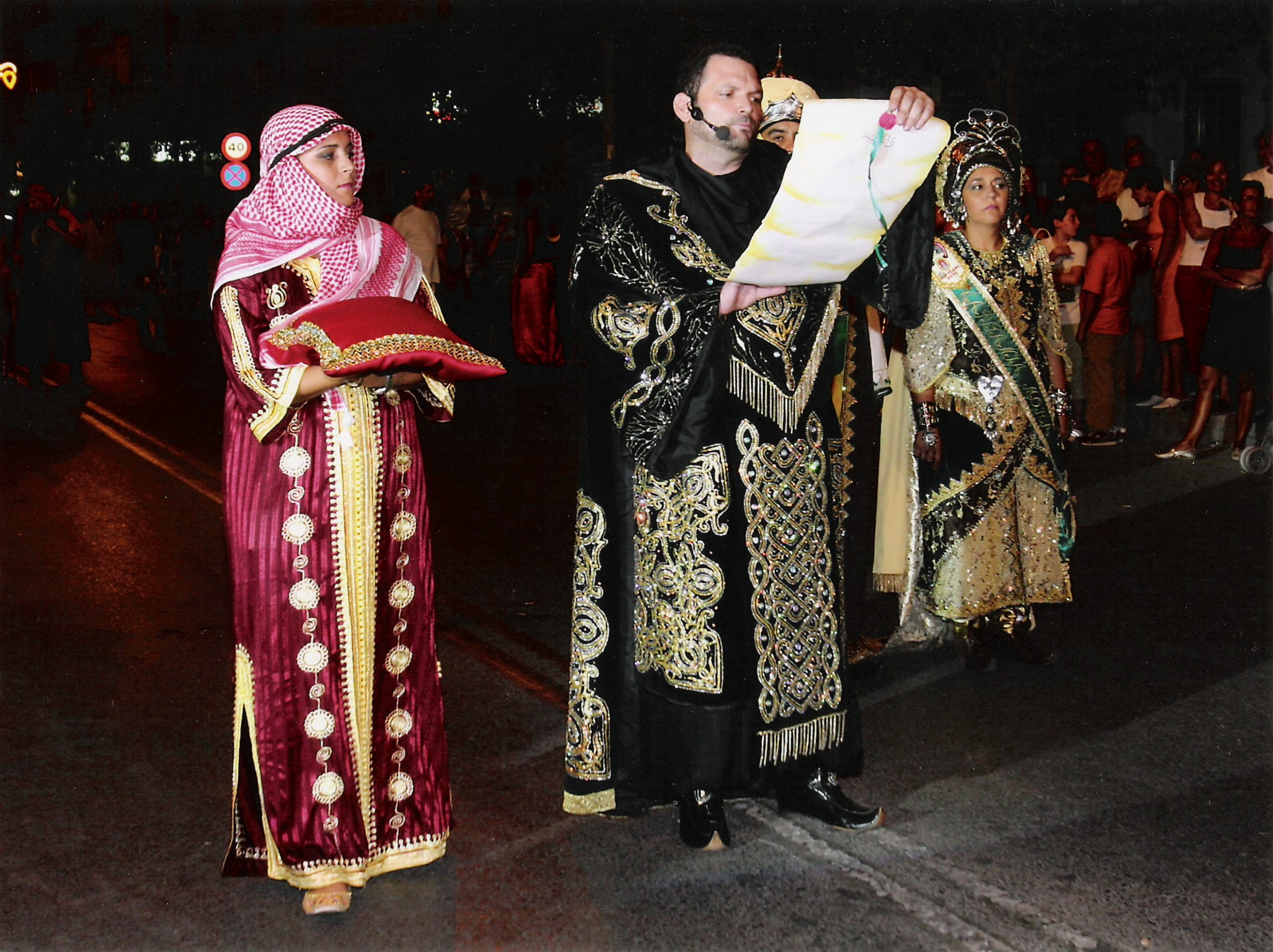
Parlamento de la Embajada Mora de Altozano, año 2005.

Entre las particularidades que diferencian a este barrio cabe destacar sus celebraciones festeras, como la fiesta de Moros y cristianos, que se celebran en honor a su Patrona, la Virgen de la Asunción. Dichos festejos tienen lugar en torno al día 15 de agosto, festividad de la Patrona, y entre sus actos cabe destacar las embajadas (tanto adultas como infantiles), entradas, procesión y retreta (desfile de disfraces).
Su organización corre a cargo de la Asociación de Comparsas de Moros y Cristianos de Altozano y, como su propio nombre indica, la integran las comparsas participantes en los festejos. En la actualidad, la Asociación está integrada por doce comparsas, siete cristianas (Caballeros del Rey Jaime I, Contrabandistas, Corsarios, Cruzados, Maseros, Piratas y Zíngaros) y cinco moras (Abencerrajes, Bereberes, Los Pacos, Moros del Cordón y Tuaregs).

### Hogueras
En el barrio de Altozano hay tres comisiones de hogueras:
- Altozano: es la más antigua y, por tanto, recibe el nombre del barrio, Altozano. Plantaba originalmente en la plaza Altozano y actualmente lo hace en la plaza que hay en la avenida Conde Lumiares.
- Altozano Sur: planta en la avenida Pintor Baeza.
- La Cerámica: planta en la calle Martin Luther King, en la zona nueva del barrio, milita en la máxima categoría y ha ganado en 2 ocasiones el 1.er premio de la categoría Especial.